# Rally Osona de 1990
El Rally Osona de 1990, fue la edición 22º y la cuarta ronda de la temporada 1990 del Campeonato de España de Rally. Se celebró del 4 al 5 de agosto de ese año en las cercanías de Vich en la comarca de Osona y contó con dieciocho tramos de asfalto que sumaban un total de 202,41 km km cronometrados. El ganador fue el piloto local Pep Bassas de la escudería Blaupunkt BMW a bordo de un BMW M3. Segundo fue el cantabro Jesús Puras con un Lancia Delta Integrale y tercero Mia Bardolet con un Ford Sierra Cosworth 4x4.

## Itinerario
| Día           | Tramo | Hora  | Nombre                 | Distancia |
| ------------- | ----- | ----- | ---------------------- | --------- |
| 1 4 de agosto | TC1   | 12:34 | La Trona 1             | 12.87 km  |
| 1 4 de agosto | TC2   | 13:07 | Alpens - Les Losses 1  | 22.27 km  |
| 1 4 de agosto | TC3   | 14:16 | Els Gats 1             | 8.37 km   |
| 1 4 de agosto | TC4   | 14:45 | Prats - Olost 1        | 8.95 km   |
| 1 4 de agosto | TC5   | 15:48 | Sant Julia 1           | 13.5 km   |
| 1 4 de agosto | TC6   | 16:23 | La Roca 1              | 5.25 km   |
| 1 4 de agosto | TC7   | 17:02 | La Trona 2             | 12.87 km  |
| 1 4 de agosto | TC8   | 17:35 | Alpens - Les Llosses 2 | 22.27 km  |
| 1 4 de agosto | TC9   | 18:44 | Els Gats 2             | 8.37 km   |
| 1 4 de agosto | TC10  | 19:13 | Prats - Olost 2        | 8.95 km   |
| 1 4 de agosto | TC11  | 23:39 | Sant Julia 2           | 13.5 km   |
| 2 5 de agosto | TC12  | 00:14 | La Roca 2              | 5.25 km   |
| 2 5 de agosto | TC13  | 00:54 | La Trona 3             | 12.87 km  |
| 2 5 de agosto | TC14  | 01:17 | Alpens - Les Llosses 3 | 22.27 km  |
| 2 5 de agosto | TC15  | 02:36 | Els Gats 3             | 8.37 km   |
| 2 5 de agosto | TC16  | 03:05 | Prats - Olost 3        | 8.95 km   |
| 2 5 de agosto | TC17  | 04:08 | Sant Julia 3           | 13.5 km   |
| 2 5 de agosto | TC18  | 04:34 | La Roca 3              | 5,25 km   |

## Clasificación final
| Pos. | Piloto               | Copiloto           | Automóvil                | Tiempo  | Diferencia |
| ---- | -------------------- | ------------------ | ------------------------ | ------- | ---------- |
| 1.   | Pep Bassas           | Antonio Rodríguez  | BMW M3                   | 2:16.17 | 0.0        |
| 2.   | Jesús Puras          | José Arrarte       | Lancia Delta Integrale   | 2:19.43 | +3.26      |
| 3.   | Mia Bardolet         | Josep Maria Ferrer | Ford Sierra Cosworth 4x4 | 2:22.07 | +5.50      |
| 4.   | Borja Moratal        | Alfredo Rodríguez  | Opel Kadett GSI          | 2:24.04 | +7.47      |
| 5.   | Cele Foncueva        | Álex Romaní        | Ford Sierra Cosworth     | 2:25.36 | +9.19      |
| 6.   | Jordi Ventura        | Joan Sureda        | Ford Sierra Cosworth     | 2:25.58 | +9.41      |
| 7.   | Luis Climent         | José Antonio Muñoz | Opel Corsa GSI           | 2:26.40 | +10.23     |
| 8.   | Josep Alsina         | Enric Poyano       | Renault 5 GT Turbo       | 2:27.55 | +11.38     |
| 9.   | Juan Carlos Otamendi | Manuel A. Colado   | Ford Sierra Cosworth     | 2:27.59 | +11.42     |
| 10.  | Donato Hergueta      | Fernando López     | Opel Corsa GSI           | 2:30.39 | +14.22     |